# 中山神社 (美濃加茂市)
中山神社（なかやまじんじゃ）は、岐阜県美濃加茂市にある神社。
美濃国賀茂郡式内社の中山神社の論社である（もう一つの論社は諏訪神社）。

## 沿革
創建時期は不明。永禄年間に兵火で焼失しており、それ以前の記録は存在しない。
永禄12年（1569年）に再建。以後慶長、寛永、延宝年間に社殿の造営、再建の記録がある。
諏訪神社は米田城城主肥田玄蕃の命で中山神社を移転再建したさい、信濃国諏訪大社を祀り、諏訪神社に改称したという。現在の中山神社は元の位置に再建した神社と推測される。

## 祭神
- 金山彦命
建御名方神の説もある